# Unterstolberg

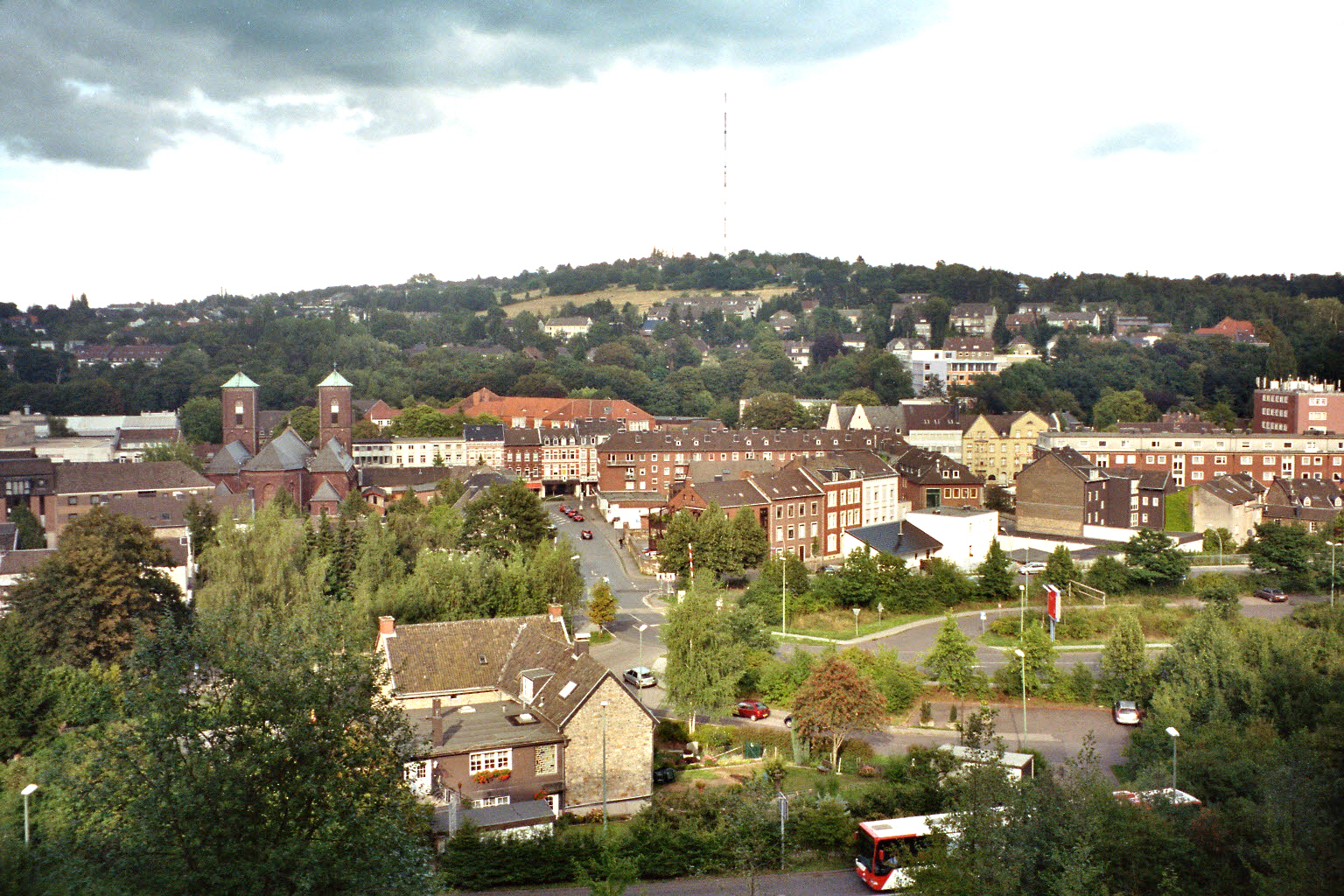
Blick vom Fettberg auf die Stadtteile Unterstolberg und Donnerberg (im Hintergrund)

Unterstolberg oder Mühle ist ein  Stadtteil von Stolberg (Rhld.) in der Städteregion Aachen mit rund 5.799 Einwohnern (Stand: 2017). Zusammen mit Oberstolberg bildet er die Stolberger Innenstadt. 

## Geographie
Unterstolberg ist der verwaltungstechnische Terminus für Mühle. Strikt kommunalpolitisch ist Unterstolberg der Ortsteil Mühle sowie der Bereich der Rathausstraße mit dem Bastinsweiher und der Stadthalle. 
Mühle/Unterstolberg liegt im Stolberger Tal und wird von dem Vichtbach durchflossen. Hier befinden sich die verkehrsberuhigte Zone Salmstraße, der Mühlener Markt, der Jordansplatz und die katholische Kirche St. Mariä Himmelfahrt. Die Höhe beträgt an der unteren Eschweilerstraße 173 m ü. NHN. Angrenzende Ortsteile sind Atsch, Donnerberg, Oberstolberg, Münsterbusch und Velau.

## Geschichte
Die Mühle gehörte seit dem 16. Jahrhundert zu Teilen der Unterherrschaft Stolberg, der Reichsabtei Kornelimünster sowie zum Amt Eschweiler. Seit der französischen Herrschaft von 1794 bis 1814 gehörte Unterstolberg vollständig zu Stolberg. Die Eschweiler-Stolberger Grenze verlief bis zur Umgemeindung des Donnerbergs zu Stolberg 1935 im Bereich des unteren Donnerbergs und der heutigen Bergstraße.

### Name
Die Bezeichnung Mühle ist bis heute in der Umgangssprache in Wendungen wie auf der Mühle/die Mühle und im Dialekt als Mölle gebräuchlicher als Unterstolberg. Auch der örtliche Karnevalsverein heißt KG Mölle. Der Name geht auf die ehemaligen von Wasserkraft betriebenen Kupfermühlen zurück, die hier in großer Zahl zu finden waren.

## Sehenswürdigkeiten
Auf der Mühle bzw. in Unterstolberg sind zahlreiche Kupferhöfe erhalten. Dies sind in von Süden aus betrachtet die Kuperhöfe Roderburgmühle, Stöck, Weide und der als nördlichster Hof Unterster Hof genannt und in den 1930er Jahren den Beinamen Burg Bleibtreu erhielt. Als Überbleibsel der Wasserhaltung ist der Bastinsweiher als ein ehemaliger Stauweiher erhalten und noch heute über unterirdische Kanäle mit den Kupferhöfen verbunden. Östlich des Weihers liegt die Parkanlage Flora als örtliche Erholungszone mit Spielplatz.
In der Frankenthalstraße liegt der repräsentative Bau des ehemaligen Kinderheims Vinzenzheim. Darin sind heute Stadtbücherei und Volkshochschule untergebracht.
- Siehe auch: Liste der Baudenkmäler in Unterstolberg.

## Bildung und Kultur
In der Ritzefeldstraße befindet sich das Städtische Ritzefeld-Gymnasium, das als ehemaliges Mädchengymnasium seit 1976 koedukativ ausgerichtet ist. Die Grundschule des Ortsteils liegt in der Hermannstraße. Im Bereich der Frankentalstraße ist die Stadtbibliothek, das Kulturzentrum Frankental und das Evangelische Gemeindehaus zu finden.

## Religion
Im Zentrum des Ortsteils in der Salmstraße erhebt sich die Katholische Kirche St. Mariä Himmelfahrt. Sie wurde ab 1850 geplant und bis 1853 nach Plänen von Carl de Berghes errichtet. Ein großzügiger Umbau eines unbekannten Architekten begann 1883 und wurde 1895 mit der Errichtung der beiden Türme vollendet. Eine Bauinschrift von 1853 sowie das alte steinerne Ziffernblatt der Turmuhr stehen an der nördlichen Fassade der Kirche. Seit 1888 bildet sie eine eigenständige Pfarre. Die hohen Turmhelme wurden im Zweiten Weltkrieg zerstört und danach nur in stark verkürzter Form erneuert. 
Im Jahr 1988 wurde das Evangelische Gemeindezentrum in Unterstolberg eröffnet. Es ist seit 2013 das erste ökumenische Gemeindezentrum in Nordrhein-Westfalen.
1993 wurde in der Blaustraße eine Moschee eingerichtet. Seit 1995 ist sie zusammen mit einem muslimischen Kulturzentrum in der Rathausstraße zu finden.

## Verkehr
In Mühle bzw. Unterstolberg liegt der Euregiobahn-Haltepunkt Stolberg Mühlener Bahnhof mit gleichnamiger Hauptbushaltestelle (dorthin verlegt von Stolberg-Frankental), an der alle Stolberg berührenden Linien erreichbar sind. Hier stand von 1882 bis 1974 der Bahnhof Stolberg Mühle.
Der Stadtteil ist über eine Abfahrt der L 238 n (Europastraße) erreichbar. Die nächsten Anschlussstellen sind Eschweiler-West auf der A 4, Würselen/Verlautenheide auf der A 544 sowie Aachen-Brand auf der A 44.